# Mahmut Baksi
Mahmut Baksi kurdisch: Mehmûd Baksî (* 1944 in Kozluk in der Provinz Batman; † 19. Dezember 2000 in Stockholm) war ein kurdisch-schwedischer Journalist und Schriftsteller.
In Kozluk Türkei aufgewachsen, lebte Mahmud Baksi nach dem Militärdienst in Istanbul. Ursprünglich ausgebildeter Lehrer, arbeitete er als Journalist. 1968 veröffentlichte er Bücher über das Leben der Kurden in der Türkei. Die Bücher wurden verboten und der Autor inhaftiert.
Deutschland wurde für Baksi sein erstes Exil, in das er 1970 illegal flüchten konnte. Bereits 1971 forderte die türkische Militärjunta die Auslieferung des Autors. Erst in Schweden fand Baksi bis zu seinem Lebensende ein relativ gesichertes Asyl, in dem er für Zeitungen, Radio und Fernsehen arbeiten und publizieren konnte.
Die Lebenssituation der Kurden und die politische Situation im Nahen Osten waren ebenso zentrale Themen seiner Werke, wie die sozialen, ökonomischen und kulturellen Verhältnisse der Migranten auf der Flucht und im Exil. Große Bekanntheit erlangten die Jugend- und Kinderbücher Mahmut Baksis sowie seine Liedtexte für den kurdischen Sänger Şivan Perwer. Seine Bücher erschienen in schwedischer, dänischer, deutscher, englischer, kurdischer, norwegischer und türkischer Sprache, teils von ihm selbst in diesen Sprachen verfasst (türkisch, kurdisch, schwedisch), teils in Übersetzungen.
In Deutschland erschien in den 1990er-Jahren der Roman „Dono“, der Baksis Erinnerungen an den Widerstand im „Unrechtsstaat“ reflektiert. Mit seiner Lebensgefährtin Elin Clason schrieb er den Roman „In der Nacht über die Berge“ (Hêlîn) der als Jugendbuch in Österreich und der Schweiz Auszeichnungen erhielt.
Nach seinem Tod im Stockholmer Exil wurde Baksi am 4. Januar 2001 wunschgemäß neben seinen Eltern in Diyarbakir beigesetzt. An der Zeremonie nahmen schätzungsweise 50.000 bis 70.000 Trauernde teil, weitere Zugereiste wurden vor den Toren der Stadt an der Einreise gehindert. Zahlreiche Trauergäste wurden vorübergehend von der türkischen Polizei festgesetzt.

## Werke
- Mahmut Baksi, Elin Clason: In der Nacht über die Berge. dtv. Übersetzt von Christine Hollinger. ISBN 3-423-78159-9
- Mahmut Baksi: Ich war ein Kind in Kurdistan. Carlsen Verlag 1996
- Mahmut Baksi: Dono. Roman – Edition arArat. Übersetzung aus dem Kurdischen von Barbara Sträuli. Unrast Verlag. ISBN 3-89771-851-0